# Flexur
Flexur (von lat. flectere – biegen) bedeutet Biegung oder Krümmung ohne größerer Bruchfugen zu erzeugen.
Als Fachbegriff erscheint Flexur sowohl in der Medizin, wenn die Biegung oder Krümmung eines Organs benannt werden soll, als auch in der Geologie. Hier bezeichnet sie eine s-förmige Verbiegung von Gesteinsschichten. Diese entsteht, wenn zwei Erdkrustenschollen sich in unterschiedlicher Richtung verschieben, ohne dabei größere Brüche hervorzurufen. Findet eine starke vertikale Bewegung statt, kann die Flexur (Vertikalflexur) in eine Verwerfung übergehen.